# 미시시피 존 허트
미시시피 존 허트(Mississippi John Hurt, 1892년 3월 8일 추정~1966년 11월 2일)는 미국의 컨트리 블루스 음악가이다.
농부, 노동자, 음악가 일을 병행하다가 1928년에 첫 녹음을 했다. 그러나 이는 상업적 실패를 거두었고 이에 다시 하던 생활로 돌아갔다. 그러다 1963년에 재발견되어 죽기 전까지 1920년대 블루스 음악가들 중에선 두드러지는 인기를 누렸다.

## 생애

### 초창기
그는 미시시피주 테악에서 이솜 허트와 메리 제인 맥카인의 11명의 자녀 중 한 명으로 태어났다. 그의 출생 시기 자료는 다양하나, 밥 L. 이글과 에릭 S. 르블랑은 필립 R. 랏클리프가 작성한 전기에서 근거해 1893년 3월 8일생으로 기록했다. 그러나 그의 묘표와 프레드 볼든은 1892년 3월 8일로 출생일을 지지했으며, 다른 한 명도 1892년 3월 8일이 가장 가능성이 높다고 보았다.
그의 아버지는 그가 2살일 때 죽었다. 1895년엔 미시시피주 아발론으로 이주해 그곳에서 자랐다. 그는 교회의 합창단에서 노래한 바 있으며 9살에 기타를 독학했는데, 그의 어머니의 친구이자 근처에 살던 여성에게 구애하던 윌리엄 헨리 카슨(William Henry Carson)의 기타를 몰래 연주했다. 같은 때 어머니가 “블랙 애니(Black Annie)”라 이름한 1.50달러 짜리 기타를 사줬다. 그는 1903년에 학교를 자퇴해 부모님의 농사일을 도왔다.
그는 12살에 지역 파티와 댄스장에서 연주하기 시작했다. 그는 하모니카에도 능숙했으며, 1912년엔 아발론을 떠나 잭슨 근처의 파티에서 활동했다. 1915년엔 철도 쪽에서 일하기 시작했다. 그는 캐롤 카운티의 댄서들에게 인기를 얻었다. 음악 일을 하지 않을 땐 농부와 노동자로 일했다.
1923년에는 백인 피들러 윌리 나모어(Willie Narmour)와 듀오를 이뤄 스퀘어댄스장에서 연주했다. 한 의약품 선전 판매쇼에서 일하는 사람이 쇼에 참여해 줄 것을 요청했으나 그는 집에서 멀리 떨어지기 싫어서 거절했다.

### 녹음
윌리 나모어는 자신이 계약한 음반사인 오케 레코드의 직원인 토미 락웰에게 그를 추천했고, 1927년에 오케 레코드의 직원에게 간단한 오디션을 치르고 녹음 계약을 맺었다.
1928년 2월 14일, 오케 레코드 측에서 멤피스로 가는 기차 비용을 대서 멤피스로 간 그는 솔로로 8곡을 녹음했다. 이 중 ‘Frankie’, ‘Nobody's Dirty Business’만 발매됐다. 같은 해 12월에 오케 레코드는 그를 뉴욕으로 불렀고 그는 12월 21일 및 28일에 뉴욕에서 12곡을 녹음했다. 2곡이 발매되지 않았다. 그는 멤피스에서 진행된 세션에서 240달러 이상의 돈을 받았다고 말했다.

그는 멤피스에 갔을 때를 이렇게 회상했다.

... 정말 큰 홀에 저, 그 남자(락웰), 엔지니어 3명만이 있었죠. 정말 놀라운 일이었습니다. 저는 의자에 앉았고 그들은 마이크를 제 입에 바로 대고 적절한 (마이크의) 위치를 잡으면 움직일 수 없다고 말하더군요. 저는 머리를 가만히 둬야 했어요. 오, 전 긴장했고 이후로 며칠 동안 목이 아팠죠.
(중략)

많고 많은 블루스 음악가들이 멤피스에 있었어요. 거기엔 로니 존슨, 블라인드 레몬 제퍼슨, 베시 스미스 그리고 많고 많은 음악가들이 더 있었습니다.
음반은 상업적으로 실패했고 오케 레코드는 대공황 동안 사업을 접었다. 결국 다시 녹음하려 오케 레코드와 협상하려 했던 그는 무명 상태로 아발론에 돌아왔다. 이후 소작농으로 일했고 지역 파티, 밸리 스토어, 작업장, 댄스장 등에서 연주했다. 그는 잭슨에 있는 자갈 채취장에서도 일했으며 일리노이 센트럴 레일로드, 워크스 프로그레스 에드민스트레이션(후자는 대공황 동안)에 고용되었다.

### 재발견~사후
1952년엔 그의 곡 ‘Frankie’, ‘Nobody's Dirty Business’가 해리 스미스가 발매한 컴필레이션 음반에 수록됐다. 이후 그는 1960년대 초에 새로운 팬들을 얻게 되었다. 1963년엔 음악학자인 리처드 K. 스파츠우드(Richard K. Spottswood)는 ‘Avalon Blues’의 가사 “Avalon, my home town”을 보고 지도첩을 이용해 아발론의 위치를 확인했고, 톰 호스킨스(Tom Hoskins)는 1963년 3월에 그를 발견했다.
호스킨스는 그가 대중에게 나오도록 설득했으며, 1963년 3월 3일에 그의 음악이 담긴 테이프를 만들었다. 또한 그의 실력이 녹슬지 않았음을 보고 그에게 워싱턴 D.C.로 가서 더 많은 청중 앞에서 공연하자고 격려했다. 그는 1963년 6월에 아내 및 두 조카와 함께 워싱턴 D.C.로 이주했으며 같은 해 7월 뉴포트 포크 페스티벌에 오르면서 대중 앞에 서게 된다. 이후 1964년엔 스킵 제임스와 매사추세츠주의 라디오에서 했던 라이브가 녹음됐다.
이후 몇 년 동안 그는 대학교, 연주회장, 커피집에서 광범위하게 활동했으며 The Tonight Show Starring Johnny Carson에도 출연했다. 또한 뱅가드 레코드와 계약해 3개의 앨범을 작업했다. 그의 레퍼토리 대부분은 미국 의회도서관에도 녹음되었다. 재발견된 그는 큰 인기를 누렸으며 1920년대 블루스 음악가들 중 가장 유명한 사람이 됐다. 1965년 말엔 향수병도 오고 지치기도 해 미시시피주 그레나다로 돌아갔다.
그는 1966년 11월 2일, 미시시피주 그레나다의 그레나다군 병원에서 사망했다. 그는 존 윌리엄 허트의 아버지였고, 사후 아발론에 있는 성 야고보 묘지에 안장됐다. 1972년 그가 생전에 녹음한 마지막 앨범 〈Last Sessions〉가 발매되었다.
1988년 그는 블루스 명예의 전당에 들어갔으며, 1999년엔 그의 손녀인 메리 프랜시스 허트가 미시시피 존 허트 재단을 세워 그의 음악을 보존하고 불우한 사람들에게 음악과 교육을 받을 기회를 제공했다. 이곳은 아발론의 미시시피 존 허트 박물관을 운영하고 매년 미시시피 존 허트 음악 축제를 개최한다.
2017년엔 다큐멘터리 시리즈 〈American Epic〉에서 그의 삶을 다뤘다. 이것에선 본래의 음반에서 본래의 왜곡과 노이즈를 제거한 판이 나온다. 감독인 버나드 맥마흔은 허트가 이 다큐멘터리 시리즈의 영감이었다고 밝혔다. 그의 삶은 함께 제공되는 책인 〈American Epic: The First Time America Heard Itself〉에서 소개돼 있다. 2023년엔 롤링 스톤에서 그를 역사상 가장 위대한 가수 159위에 선정했다.
그는 블루스 음악가보다는 송스터에 가깝다고 판단된다.

## 음반
각주의 3가지 출처를 응용해 서술하였다.

### 78-rpm releases
- "Frankie" / "Nobody's Dirty Business" (오케 레코드, Okeh 8560), 1928
- "Stack O' Lee" / "Candy Man Blues" (오케 레코드, OKeh 8654), 1928
- "Blessed Be the Name" / "Praying on the Old Camp Ground" (오케 레코드, OKeh 8666), 1928
- "Blue Harvest Blues" / "Spike Driver Blues" (오케 레코드, OKeh 8692), 1928
- "Louis Collins" / "Got the Blues (Can't Be Satisfied)" (오케 레코드, OKeh 8724), 1928
- "Ain't No Tellin'" / "Avalon Blues" (오케 레코드, OKeh 8759), 1928

### Albums
- Folk Songs and Blues (피드몬트 레코드, PLP 13157), 1963
- Worried Blues, live recordings (피드몬트 레코드, PLP 13161), 1964
- Today! (뱅가드 레코드, VSD-79220), 1966
- The Immortal Mississippi John Hurt (뱅가드 레코드, VSD-79248), 1967
- The Best of Mississippi John Hurt, live recording from Oberlin College, April 15, 1965 (뱅가드 레코드, VSD-19/20), 1970
- Last Sessions (뱅가드 레코드, VSD-79327), 1972
- Volume One of a Legacy, live recordings (피드몬트 레코드, CLPS 1068), 1975
- Monday Morning Blues: The Library of Congress Recordings, vol. 1 (플라이라이트 레코드, FLYLP 553), 1980
- Avalon Blues: The Library of Congress Recordings, vol. 2 (헤리타지 레코드, HT-301), 1982
- Satisfied, live recordings (Quicksilver Intermedia, QS 5007), 1982
- The Candy Man, live recordings (Quicksilver Intermedia, QS 5042), 1982
- Sacred and Secular: The Library of Congress Recordings, vol. 3 (헤리타지 레코드, HT-320), 1988
- Avalon Blues (플라이라이트 레코드, FLYCD 06), 1989
- Memorial Anthology, live recordings (진스 레코드, GCD 9906/7), 1993

### Selected compilation albums
- The Original 1928 Recordings (스포캔 레코드, SPL 1001), 1971
- 1928: Stack O' Lee Blues – His First Recordings (Biograph Records, BLP C4), 1972
- 1928 Sessions (야주 레코드, L 1065), 1979
- Satisfying Blues (콜렉타블 레코드, VCL 5529), 1995
- Avalon Blues: The Complete 1928 Okeh Recordings (컬럼비아 레코드, CK64986), 1996
- Rediscovered (뱅가드 레코드, CD 79519), 1998
- The Complete Recordings (뱅가드 레코드, CD 70181–2), 1998
- Candy Man Blues: The Complete 1928 Sessions (스네퍼 뮤직, SBLUECD 010), 2004
- American Epic: The Best of Mississippi John Hurt (Lo-Max / Sony Legacy / Third Man, TMR-459), 201